# أرتور غارسيا (دراج فنزويلي)
أرتور غارسيا (بالإسبانية: Artur García) هو دراج فنزويلي، ولد في 25 فبراير 1985.

## وصلات خارجية
- أرتور غارسيا على موقع الاتحاد الدولي للدراجات (الإنجليزية)
- أرتور غارسيا على موقع أرشيف الدراجات (الإنجليزية)
- أرتور غارسيا على موقع إحصائيات الدراجات الإحترافية (الإنجليزية)
- أرتور غارسيا على موقع نسبة الدراجات (الإنجليزية)